# Myosotis decumbens
Myosotis decumbens là loài thực vật có hoa trong họ Mồ hôi. Loài này được Host mô tả khoa học đầu tiên.